# 布賴恩特 (佛羅里達州)
布賴恩特（英語：Bryant）是位於美國佛羅里達州棕櫚灘縣的一個非建制地區。該地的面積和人口皆未知。

## 地理
布賴恩特的座標為26°50′59″N 80°36′59″W / 26.84972°N 80.61639°W，而該地的平均海拔高度為4米（即13英尺）。